# Орешкин, Андрей Александрович
Андрей Александрович Орешкин (род. 4 мая 1962, Иваново) — советский боксёр, заслуженный мастер спорта СССР. Один из первых профессиональных боксёров СССР, первый советский профессиональный боксёр-супертяжеловес (дебютировал на профессиональном ринге 20 августа 1989).
В 1980-х годах соревновался в любительском боксе. Завоевал серебряную медаль чемпионата СССР 1982, бронзовую чемпионата СССР 1984 года и Кубок СССР 1985 года.
В 1988 году окончил кафедру автоматики и радиоэлектроники Ивановской государственной текстильной академии.
Впоследствии перешёл в профессиональный бокс, тренировался под началом чемпиона СССР по боксу Юрия Лещёва. Под его наставничеством стал первым профессиональным супертяжеловесом страны, дравшимся за звание чемпиона мира в 1991 году. Выиграл ряд международных турниров[уточнить].
Был удостоен звания мастера спорта международного класса.
Женат, воспитывает двух дочерей.